# Acido abscissico
L'acido abscissico (ABA) è un fitormone. L'ABA è centrale in molti processi di sviluppo delle piante tra cui la dormienza dei semi e delle sementi, il controllo della dimensione degli organi e la chiusura stomatica.

## Biochimica
L'ABA è una molecola di 15 atomi di carbonio configurati in un anello alifatico con un doppio legame, tre gruppi metilici e una catena insatura che termina con un gruppo carbossilico.
Tutto l'ABA che si trova in natura è nella forma cis e, per convenzione, il nome è riferito a questo isomero.
La struttura dell'ABA ricorda la porzione terminale di alcuni carotenoidi, ed infatti la via biosintetica dell'ABA parte dall'isopentenil pirofosfato (IPP) che porta alla sintesi della violaxantina, la quale è quindi convertita in 9'-cis-neoxantina che è scissa nella xantossina (un inibitore di crescita neutro con proprietà simili all'ABA). La xantossina è infine convertita nell'ABA-aldeide che diventa acido abscissico. Infine l'ABA è trasportato sia dallo xilema che dal floema dov'è più abbondante.

## Effetti
Gli effetti dell'ABA sono molteplici e paragonabili a quelle del cortisolo negli animali superiori: agisce da regolatore negativo della crescita e dell'apertura stomatica in condizioni di stress ambientali; regola la dormienza dei semi; funge da antagonista con le auxine, le gibberelline e le citochinine; promuove la senescenza fogliare.
- Dormienza dei semi: questa funzione è esplicata tramite sintesi di proteine coinvolte nella tolleranza alla disidratazione; accumulo dei nutrienti nell'endosperma durante gli ultimi stadi dell'embriogenesi; inibizione della sintesi di mRNA dell'α-amilasi.
- Senescenza fogliare: è un effetto indiretto perché aumenta la formazione di etilene che stimola l'abscissione.
- Chiusura stomatica: in presenza di stress idrico: determina l'aumento del pH e della concentrazione del calcio nel citosol causando una rapida depolarizzazione transiente del plasmalemma causando così l'uscita di potassio ed anioni dalle cellule di guardia che perde turgore si sgonfia e chiude la rima stomatica.

Previene anche l'apertura degli stomi in presenza di luce: l'ABA agisce inibendo i canali entrati del potassio aperti quando la cellula è iperpolarizzata dalla pompa protonica. Tale inibizione sembra essere mediata dall'ingresso di calcio nella cellula e dall'alcalinazione del citosol. Quindi il calcio ed il pH agiscono in due modi: inibendo i canali entranti del potassio e attivando i canali anionici uscenti, promuovendo così la chiusura degli stomi.

## Meccanismo d'azione
Sebbene non ancora identificato si è certi dell'esistenza di un recettore proteico dell'ABA sito sulla superficie esterna della membrana plasmatica, comunque recenti scoperte hanno dimostrato che sembra essere coinvolta la via di trasduzione del segnale mediata dalla fosfolipasi C e dal fosfatidilinositolo.